# سلام عزیز دلم
سلام عزیز دلم (به هندی: Hai Meri Jaan) فیلمی محصول سال ۱۹۹۱ و به کارگردانی روپش کومار است. در این فیلم بازیگرانی همچون سونیل دات، هما مالینی، کومار گارو، عایشا جولکا، نیروپا روی ایفای نقش کرده‌اند.